# Climacia bimaculata
Climacia bimaculata is een insect uit de familie sponsvliegen (Sisyridae), die tot de orde netvleugeligen (Neuroptera) behoort. 
Climacia bimaculata is voor het eerst wetenschappelijk beschreven door Banks in 1913.